# Boxcar Willie
Boxcar Willie (* 1. September 1931 als Lecil Travis Martin in Red Oak, Texas; † 12. April 1999 in Branson, Missouri) war ein US-amerikanischer Country-Sänger, dessen Karriere Mitte der 1970er Jahre in England begann. Er verkörperte die Figur des singenden Hobos und wurde damit in den 1980er Jahren auch in den USA bekannt. Boxcar ist der englische Ausdruck für einen gedeckten Güterwagen, das bevorzugte Reisemittel der nordamerikanischen Hobos.

## Biografie

### Anfänge
Der aus einer Eisenbahnerfamilie stammende Lecil Travis Martin träumte schon als Kind von einem Leben als Hobo. Es gelang ihm sogar einige Male, Güterwagen zu erklettern und durchs Land zu reisen. Außerdem begeisterte er sich für Country-Musik. Seine Vorbilder waren der singende Eisenbahner Jimmie Rodgers, aber auch die Honky-Tonk-Stars Ernest Tubb und Roy Acuff. Mit 16 Jahren hatte er erste regelmäßige Auftritte in Dallas. Von 1949 bis 1976 war er als Flugingenieur und Pilot bei der US Air Force tätig. Er flog B-29, B-36, KC-97 und zuletzt C-5. Nachdem die Doppelbelastung aus Flugdienst und Auftritten zu groß wurde und gegenüber den anderen Besatzungsmitgliedern nicht mehr zu verantworten war, schied er aus der Air Force aus.
Ende der 1950er Jahre versuchte er als Marty Martin in der Country-Szene Fuß zu fassen. Es war die Zeit, in der der Rock ’n’ Roll dominierte und die Country-Musik eine schwere Krise erlebte. Martin musste sich mit Alltagsjobs über Wasser halten und hatte wenig Gelegenheit zu Auftritten. Ein 1958 produziertes Album war nicht erfolgreich.
In den 1970er Jahren arbeitete er als Diskjockey bei einer Radiostation im texanischen Corpus Christi. 1976 schrieb er den Song Boxcar Willie und entwickelte anschließend die Figur des gutmütigen, singenden Hobos. Fortan stand er in Landstreicher-Outfit und unrasiert auf der Bühne. Die Reaktion des Publikums war ermutigend, und so beschloss er, gemeinsam mit seiner Familie in Nashville einen erneuten Karriereversuch zu unternehmen.

### Karriere
Nach dem ersten schwierigen Jahr in Nashville vertrat Boxcar Willie George Jones bei einem Club-Auftritt und wurde bei dieser Gelegenheit von einem britischen Musikagenten entdeckt. Dieser buchte ihn für eine Tournee durch Schottland. In Großbritannien wurde er in kurzer Zeit zum Star und war dort bald der bekannteste Country-Musiker. Seine Verkörperung des singenden Hobos kam bei den Briten besser an als die Pop-Nähe seiner Konkurrenten aus Nashville. Der große Durchbruch gelang ihm 1979 auf dem Wembley-Festival, wo er mit stehendem Applaus gefeiert wurde. Sein im gleichen Jahr erschienenes Album King of the Road erreichte in England hohe Verkaufszahlen und platzierte sich 1980 auf Platz 8 in den britischen Album-Charts.
Jetzt wurde auch Nashville auf den neuen Star aufmerksam. Er erhielt eine Auszeichnung als „vielversprechendster Nachwuchsmusiker“; Boxcar Willie war zu diesem Zeitpunkt bereits 50 Jahre alt. Er wurde ständiges Mitglied der Grand Ole Opry und dort ebenso gefeiert wie bei seinen alljährlichen Auftritten beim Wembley-Festival. Seine offene, geradlinige Art und seine traditionsorientierte Musik kamen beim Country-Publikum gut an. Zu seinem Erkennungszeichen wurde der Pfiff einer Lokomotive, den er seit Kindheitstagen täuschend ähnlich nachahmen konnte. In den USA verkauften sich seine Schallplatten nur schlecht. Lediglich zwei seiner Singles konnten sich im mittleren Bereich der Country-Charts platzieren. Sein bekanntester Song war Bad News, der 1982 in den Country-Charts Platz 36 belegte.

### Weitere Aktivitäten, Krankheit und Tod
Neben seinen musikalischen Aktivitäten trat er in einigen Filmen auf und war Mitglied der Hee-Haw-Show. 1981 wurde er auf einem internationalen Hobo-Meeting zum „Weltweiten Botschafter der Hobos“ ernannt. 1996 erkrankte Boxcar Willie an Leukämie und starb am 12. April 1999 in Branson, Missouri.
Er wurde im Ozarks Memorial Park in Branson beigesetzt.

## Gedenken
Ein Überführungsbauwerk (Overpass) in Red Oak, Texas wurde ihm zu Ehren Boxcar Willie Memorial Overpass genannt. Ein kleiner Park in Washington, D.C. wurde nach ihm Boxcar Willie Park genannt.

## Diskografie

### Alben
| Jahr | Titel                                     | Höchstplatzierung, Gesamtwochen, AuszeichnungChartsChartplatzierungen (Jahr, Titel, Platzierungen, Wochen, Auszeichnungen, Anmerkungen) | Anmerkungen |
| Jahr | Titel                                     | Country | Anmerkungen |
| ---- | ----------------------------------------- | --- | ----------- |
| 1981 | King of the Road                          | Country54 (7 Wo.)Country |             |
| 1982 | Last Train to Heaven featuring Lee Gentry | Country27 (37 Wo.)Country |             |
| 1982 | Best of Boxcar, Vol. 1                    | Country34 (41 Wo.)Country |             |
| 1983 | ...Not the Man I Used to Be               | Country35 (32 Wo.)Country |             |

Weitere Alben
- 1976: Marty Martin Sings Country Music
- 1976: Boxcar Willie Sings Hank Williams & Jimmie Rodgers
- 1977: Daddy Was a Railroad Man
- 1980: Take Me Home
- 1982: Good ol’ Country Songs
- 1986: The Very Best of Boxcar Willie
- 1988: Live at Wembley
- 1988: Best Loved Favorites
- 1991: Pure Country Magic
- 1991: Truck Driving Favorites
- 1993: Rocky Box: Rockabily (mit The Skeletons)
- 1994: The Spirit of America
- 1996: Achy Breaky Heart
- 2004: American Songs – The Very Best of Johnny Cash & Boxcar Willie

### Singles
| Jahr | Titel Album                                        | Höchstplatzierung, Gesamtwochen, AuszeichnungChartsChartplatzierungen (Jahr, Titel, Album, Platzierungen, Wochen, Auszeichnungen, Anmerkungen) | Anmerkungen                                        |
| Jahr | Titel Album                                        | Country | Anmerkungen                                        |
| ---- | -------------------------------------------------- | --- | -------------------------------------------------- |
| 1980 | Train Medley Take Me Home                          | Country61 (11 Wo.)Country | Höchstplatzierung nach Wiederveröffentlichung 1983 |
| 1982 | Bad News Last Train to Heaven                      | Country36 (12 Wo.)Country |                                                    |
| 1982 | We Made Memories Last Train to Heaven              | Country77 (5 Wo.)Country | mit Penny DeHaven                                  |
| 1982 | Last Train to Heaven                               | Country80 (4 Wo.)Country |                                                    |
| 1982 | Keep on Rollin’ Down the Line Last Train to Heaven | Country70 (6 Wo.)Country |                                                    |
| 1983 | Country Music Nightmare Best of Boxcar, Vol. 1     | Country76 (6 Wo.)Country |                                                    |
| 1983 | The Man I Used to Be ...Not the Man I Used to Be   | Country44 (12 Wo.)Country |                                                    |
| 1984 | Not on the Bottom Yet ...Not the Man I Used to Be  | Country87 (3 Wo.)Country |                                                    |
| 1984 | Luther ...Not the Man I Used to Be                 | Country69 (6 Wo.)Country |                                                    |